# 本庄篤子
本庄 篤子（ほんしょう あつこ、1955年3月 - ）は日本のヴァイオリニスト。福岡県北九州市出身。
本庄は、旧姓（庄は、土の部分に点が付く）。

## 経歴
東京藝術大学音楽学部付属音楽高等学校、東京芸術大学音楽学部卒業。同大学院音楽研究科修士課程修了。NHK・毎日新聞社主催全日本学生音楽コンクール西部１位。在学中よりNHK「新人演奏会」、NHK-FM/TV出演、藝大フィルハーモニア、東京交響楽団、新星日本交響楽団（現、東フィル）等とシベリウス・メンデルスゾーン・ブルッフ・チャイコフスキー・ベートーヴェンの協奏曲を協演。
1988・92年草月ホール、1999〜09年まで毎年、2013年、銀座王子ホールにてリサイタルを開催。
2004年「本庄篤子・リマト室内合奏団」を主宰し、毎年銀座王子ホールにてコンサートを開催（I〜XI）。これまでの演奏会、ライブ録音のCDは音楽専門誌の批評でも高く評価されている。
東京ゾリステンコンサートマスターとして、国内外で多数のコンサートに出演。
2011年、ハンスイェルク・シェレンベルガー（ベルリンフィル・元首席オーボエ奏者）と
バッハ：オーボエとヴァイオリンの為の協奏曲を共演。
1986年より（公財）ニューフィルハーモニーオーケストラ千葉のコンサートマスターを務め、現在に至る。その他「リマト室内合奏団」コンサートマスター、他オーケストラのゲストコンサートマスター、ソリスト、室内楽奏者としても演奏活動を続けている。
2010年より　うらやすジュニアオーケストラの音楽監督を務める。
兎束龍夫、海野義雄、服部豊子、ジャン・ローラン、森悠子に師事。ザルツブルクにてフランツ・サモヒルに師事。東京藝術大学にてアイザック・スターン、ミシェル・オークレールなどの公開レッスンを受ける。
2000年度千葉県文化功労者。

## 人物
夫は、伊藤行雄（ドイツ文学者・慶應義塾大学名誉教授）。長男は、医師。